# Neolinognathus elephantuli
Neolinognathus elephantuli är en insektsart som beskrevs av Bedford 1920. Neolinognathus elephantuli ingår i släktet Neolinognathus och familjen Neolinognathidae. Inga underarter finns listade i Catalogue of Life.